# Watergoor (bedrijventerrein)
Watergoor is een bedrijventerrein in de gemeente Nijkerk in de Nederlandse provincie Gelderland.
Watergoor was het tweede bedrijventerrein van de stad. In dit bedrijventerrein liggen straten met namen van beroepen, zoals Touwslager, Bezembinder en Tabaksplanter. In Watergoor lag tot 1 januari 2012 ook de milieustraat van de gemeente Nijkerk.
Het bedrijventerrein grenst aan de andere wijken Arkervaart en Schulpkamp. In het noorden loopt de grens bij de Watergoorweg die daarna overgaat naar de Ambachtsstraat (ofwel de N301). De grens verloopt dan via de Arkemheenweg en in het westen ligt de wijk tegen de A28 aan.

## Geschiedenis
Watergoor is de naam van een oude boerderij. De bouw van dit bedrijventerrein begon na de Tweede Wereldoorlog. Toen na de aanleg van de snelweg A28 het gebied ernaast werd benut voor bedrijven. Door de aanleg van deze bedrijven en de daarmee gepaard gaande werkgelegenheid steeg het inwonersaantal van Nijkerk ook, waardoor ook het aantal woningen sterk toenam.
Centrum · Schulpkamp · Rensselaer · Paasbos · Strijland · Beulekamp · Luxool · Hazeveld · Bruins Slotlaan · Corlaer · Groot Corlaer (Boerderijakkers · De Kamers) · De Bogen · De Terrassen · Doornsteeg · Het Spaanse Leger

Bedrijventerreinen:
Arkervaart · Watergoor · Spoorkamp · De Flier